# Ga Sincheon (Siheung)
Ga Sincheon (Tiếng Hàn: 신천역, Hanja: 新川驛) là ga tàu điện ngầm trên Tuyến Seohae nằm ở Sincheon-dong, Siheung-si, Gyeonggi-do.

## Lịch sử
- 21 tháng 10 năm 2013: Công bố kinh doanh tuyến đường sắt và quyết định đặt tên ga là Ga Sincheon[1]
- 6 tháng 4 năm 2018: Thông báo về bảng khoảng cách đường sắt[2]
- 16 tháng 6 năm 2018: Hoạt động kinh doanh bắt đầu với việc khai trương Tuyến Seohae của Tàu điện ngầm Seoul[3]

## Bố trí ga
| ↑ Siheung Daeya |
| \| S/B          |
| Sinhyeon ↓      |

| Hướng Bắc | ● Tuyến Seohae | ← Hướng đi Siheung Daeya · Sosa · Sân bay Quốc tế Gimpo · Daegok |
| Hướng Nam | ● Tuyến Seohae | → Hướng đi Sinhyeon · Tòa thị chính Siheung · Choji · Wonsi →    |

## Xung quanh nhà ga
- Chợ Sammi
- Bệnh viện Công đoàn Shincheon
- Trung tâm phúc lợi hành chính Daeya-dong
- Văn phòng điện thoại Siheung
- Lotte Mart chi nhánh Siheung
- Công viên Bidulgi
- Thư viện Thiếu nhi Siheung Daeya
- Trường tiểu học Golden Morae
- Trạm cứu hỏa Siheung
- Trung tâm An toàn Ngân hàng 119
- Công viên Khu phố Ngân hàng
- Công viên Hyunjin
- Trường trung học Sorae
- Trường trung học Sorae
- Đồn cảnh sát Sincheon
- Công viên Sincheon
- Trường tiểu học Sincheon
- Trường trung học Sincheon
- Bảo tàng Lịch sử Tự nhiên Creation
- Thư viện Sincheon

## Hình ảnh

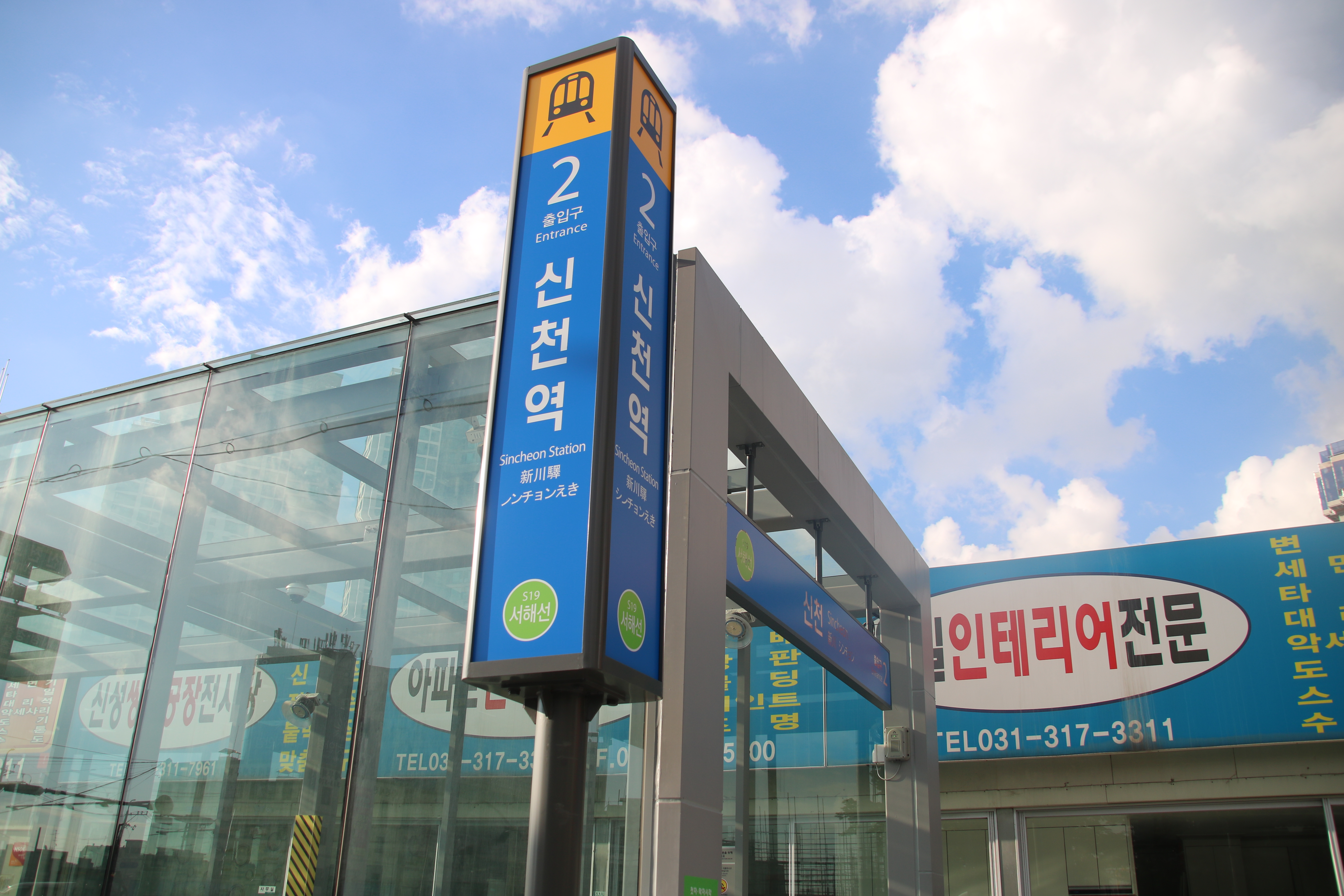
Lối ra số 2
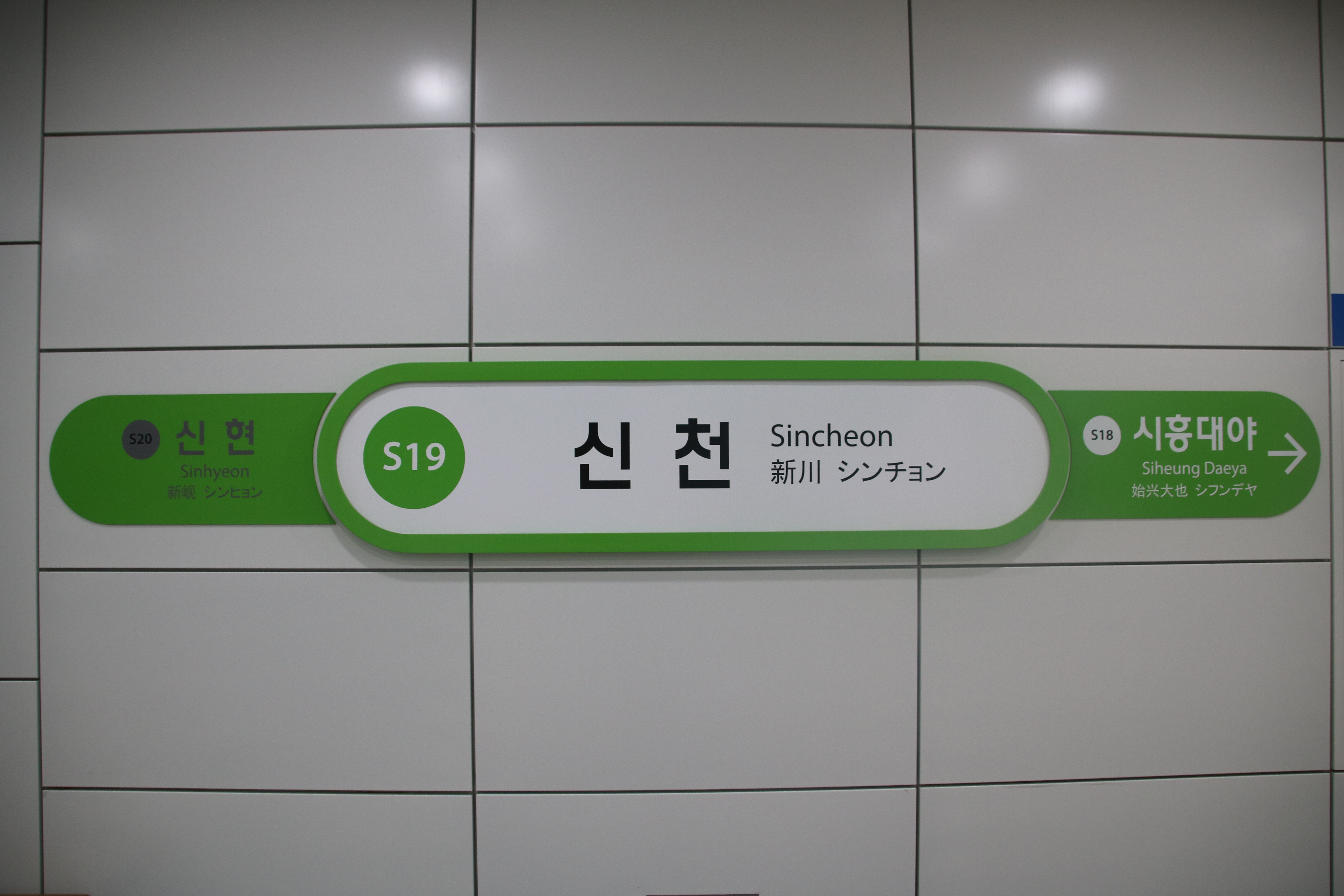
Bảng tên ga